# Servicio Real de Patrulla Marítima
El Servicio Real de Patrulla Marítima, Royal Naval Patrol Service (RNPS) en idioma inglés, fue una rama de la Marina Real Británica activa durante la Segunda Guerra Mundial. El RNPS empleó gran cantidad de pequeños buques auxiliares, como arrastreros armados, para desempeñar labores antisubmarinas o de limpieza de zonas minadas. 

## Historia
El RNPS tuvo su origen en los pescadores que pertenecían a la Royal Naval Reserve, un servicio de voluntario de reserva de la Marina Real. Cuando fueron movilizados en agosto de 1939, su cuartel general se ubicó en el HMS Europa, un establecimiento en tierra también conocido como Sparrow's Nest, o nido de gorriones, localizado en Lowestoft, el punto más oriental del Reino Unido, y en aquel momento, el establecimiento militar británico más cercano al enemigo alemán.
Desde este establecimiento se controlaba a un total de 70.000 hombres y 6.000 embarcaciones, incluyendo remolcadores, arrastreros, balleneros, otros tipos de pesqueros, lanchas, y posteriormente dragaminas BYMS (British Yard MineSweepers) de diseño británico, pero construidos en Estados Unidos, así como otros buques requisados.
Tras la guerra, el Sparrow's Nest cesó su actividad en 1946. Entre 1942 y 1946 los buques y embarcaciones empleados por el Servicio alcanzaron un total de 1.637, de muy diversos tipos, incluyendo arrastreros, corbetas, transportes, lanchas y portahidroaviones. Entre 1939 y 1945 se perdieron en acción 260 arrastreros, con 15.000 bajas durante la guerra, 2.385 desaparecidos en el mar.

## La Marina de Harry Tate

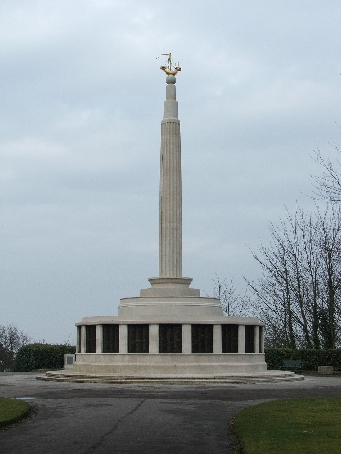
Monumento a los caídos del Royal Naval Patrol Service cuyo cuerpo se perdió en el mar.

Las ventajas de emplear pequeños buques como dragaminas y otros usos habían sido descubiertas durante la Primera Guerra Mundial, y muchas de las tripulaciones de los pesqueros habían sido animadas a unirse a la Reserva. Debido a la gran cantidad que así lo hicieron, el RNPS fue conocida como "la Marina dentro de la Marina".
Debido al uso de buques obsoletos y pobremente armados, como los arrastreros requisados y tripulados por antiguos pescadores, el RNPS también tuvo una serie de nombres no oficiales, en cierto modo humorísticos, como la Marina de Harry Tate, los piratas de Churchill, o los gorriones.
Las referencias a Harry Tate tiene su origen en la Primera Guerra Mundial, y eran empleadas cuando se quería dar a algo una imagen poco profesional o torpe, basándose en las actuaciones del cómico homónimo, siendo una de las más conocidas su intento de reparar un automóvil que acababa desguazándose a su alrededor. Se tomó esta analogía debido a la poca calidad de los buques empleados por el RNPS. Aunque el término fue originalmente humorístico, a medida que la guerra progresaba pasó a ser empleado para representar el valor mostrado por los miembros del Servicio.

## Despliegue
El RNPS luchó en todos los teatros del conflicto, desde el Ártico al Mediterráneo, y desde el Atlántico al Extremo Oriente, realizando tareas de escolta de convoyes, dragado de minas y patrullas antisubmarinas. Muy especialmente, mantuvieron despejada de minas la costa británica.